# مؤسسة محمد الخامس للتضامن
مؤسسة محمد الخامس للتضامن هي مؤسسة تضامنية اجتماعية وطنية مغربية ذات منفعة عمومية واستقلال مالي. أُسست بيوم 21 ربيع الأول 1420ه الموافق 6 يوليو 1999م وفكرة تأسيس من اقتراح الملك الراحل الحسن الثاني، ويرأسها الملك محمد السادس وتتشكل من مجلس إداري مع متصرف منسق إضافة إلى الشركاء والمساعدين الإجتماعيين ومجموعة من الأطر ورؤساء المشاريع. سميت على إسم الملك الراحل
وأسست كجهاز وطني.
تسعى المؤسسة إلى تخفيف معاناة الطبقة المعوزة وذوي الاحتياجات الخاصة وضحايا الكوارث الطبيعية ودعم تدريس الأطفال ومحو الأمية وتوفير الأدوية ودعم الجمعيات الناشطة واستقبال المغاربة المقيمين في الخارج وحماية البيئة على المستوى المحلي والدولي. يتكون دخل المؤسسة من جمع التبرعات النقدية والعينية وفوائد الأرصدة المجمدة لدى البنوك ومساهمات شركاء المؤسسة.
تحت شعار «لنتحد ضد الحاجة»، شاركت بالاشتراك مع فاعلين اجتماعيين آخرين في مكافحة الفقر والمشاكل الاجتماعية. تتمتع المؤسسة بمركز استشاري لدى المجلس الاقتصادي والاجتماعي للأمم المتحدة.

## التأسيس
تأسست مؤسسة محمد الخامس للتضامن بمقتضى المرسوم الصادر في 21 ربيع الأول 1420 الموافق 05 يوليوز 1999 م. لمحاربة الفقر والتهميش وتعمل تحت شعار «لنتحد ضد الحاجة».

## الأهداف
تهدف المؤسسة إلى المواظبة على ابتكار وإنجاز برامج لفائدة أكبر عدد ممكن من الفئات الاجتماعية.
الاستمرارية في تقديم المساعدات، التي غالبا ما تكون ذات صبغة استعجالية لإنقاذ ضحايا الفيضانات والكوارث الطبيعية
تدعيم مكتسبات تجاوب المواطنين وتضامنهم مع مؤسسة محمد الخامس وكذا تقوية شبكات الشراكة، مع الحرص الدائم على الاستماع لحاجيات المواطنين والفاعلين الاجتماعيين.
-القضاء على الفقر .
-محاربة الامية .
-اعادة الادماج .
-بناء دور الطلبة.
-استقبال المغاربة المقيمين بالخارج ."عملية مرحبا" .

## الموارد
تتكون مداخيل المؤسسة عن طريق جمع التبرعات النقدية والعينية وفوائد الأرصدة المجمدة لدى البنوك ومساهمات شركاء المؤسسة، وتنفرد بانتظام مداومة المراقبة الداخلية والخارجية ويتم إجراؤها من طرف :
•أطر بعض البنوك وبريد المغرب بالنسبة لحملات جمع التبرعات.أعضاء مجلس الإدارة ورؤساء المشاريع لدى المؤسسة.أطر وزارة التجهيز ومكاتب الأبحاث

## بعض الإنجازات
بلغت القيمة الإجمالية لمجموع الإنجازات والتزامات المؤسسة منذ إنشائها في المجال الخيري وتطوير وإعداد ودعم وإنجاز المشاريع ذات النفع العمومي، خصوصا تلك التي تدعم الطبقات الهشة حوالي 3,3 مليار درهم.

### مساعدة ضحايا الكوارث الطبيعية
من سنة لأخرى، يتزايد اهتمام المؤسسة بمساعدة ضحايا الكوارث الطبيعية ليأخذ بُعداً أكبر علاوة على توزيع المؤن الغذائية والألبسة على الفئات المتضررة بمختلف جهات المملكة (الصويرة، الأطلس المتوسط...)، انكبت المؤسسة مؤخرا على نهج سياسة القرب بالمدن والقرى المتضررةوانطلاقا من ترمة ماماك، اشتملت هذه الأعمال التي أنجزت بمساهمة الإدارات العمومية والسلطات المحلية والنسيج الجمعوي على
تأمين التدخل السريع والفوري لإنقاذ وإيواء الفئات المتضررة وتزويدها بالمؤن الغذائية
المساهمة في تقوية التغطية الصحية للمتضررين عبر تجنيد وتعبئة فرق من الأطباء
توفير الأدوية والمستلزمات الوقائية الخاصة بمعالجة المياه وحماية الأفراد والمواشي من الأوبئة
سد الحاجيات الأساسية: الأفرشة والألبسة والمواد الغذائية والأدوات المدرسية والمساهمة في أعمال التنظيف والوقاية لتفادي انتشار الأوبئة.

### دعم تمدرس الأطفال
ساهمت المؤسسة بمبلغ 7 ملايين درهم في البرنامج الوطني للمساعدة على التمدرس المنجز بشراكة مع وزارة التنمية الاجتماعية وبعض الجمعيات التي تنشط في هذا المجال.

### دور الطلبة
تمول مؤسسة محمد الخامس للتضامن بناء وتجهيز العديد وت سير تقود من دور الطلبة بمختلف مدن المملكة وتهدف هذه المشاريع إلى تقوية البنيات المتواجدة مثل الأحياء الجامعية ولذا تجدر الإشارة إلى أن هذه الدور توفر للطلبة المنحدرين من أوساط معوزة، الشروط الضرورية التي تمكنهم من مواصلة دراستهم في أحسن الظروف.

### إعادة إدماج المعاقين
مليون درهم هو الغلاف المالي المخصص لحد الآن لبناء، تجديد، تهيئة وتجهيز المراكز الخاصة بالمعاقين، فضلا عن المساهمة في برامج تكوينية وتنشيطية لتحسين وضعية الأشخاص المعاقين، تقوم مؤسسة محمد الخامس للتضامن بدعم المراكز والجمعيات العاملة في حقل الإدماج الاجتماعي والمهني وهكذا تزود المؤسسة هذه الجمعيات بدعم لوجسيتيكي ومالي بغية تيسير الإدماج الفعلي لهذه الشريحة في المجتمع.
- المركب الوطني للمعاقين بسلا الجديدة،
- بناء مركز استقبال المعاقين ذهنيا دون مأوى قار بالصويرة،
- مركز ابن البيطار للمعاقين حركيا
- بناء مركز للمعاقين حركيا بآسفي.

## التضامن الثقافي: التطوع والتبرع
تم إنفاق أو تخصيص 3.3 مليار درهم مغربي للمشاريع المنجزة أو الجارية منذ إنشاء المؤسسة.
بادرت المؤسسة بإنشاء شبكات «تطوعية»، سعيًا لإعطاء ثقافة التضامن معناها الكامل وإشراك جميع الأطراف الطيبة في برامجها وأنشطتها، مع التركيز بشكل خاص على الشباب وخاصة الطلاب.
المتبرعون المنتظمون للمؤسسة: مائة مانح مخلص كجزء من لجنة الدعم: الصناعيون، وأصحاب الفنادق، والمزارعون، والأعمال الزراعية، وأصحاب السفن، والشركات القابضة، والمصرفيون وشركات التأمين، ومقدمي الخدمات، والمؤسسات الدولية، ورعاة مختلف المؤسسات الدولية.

## اللجنة الدائمة للدعم
|                                                                          |
|                                                                          |
|                                                                          |
|                                                                          |
|                                                                          |
|                                                                          |
|                                                                          |
|                                                                          |
|                                                                          |
|                                                                          |
|                                                                          |
|                                                                          |
|                                                                          |
|                                                                          |
|                                                                          |
|                                                                          |
|                                                                          |
|                                                                          |
|                                                                          |
|                                                                          |
|                                                                          |
| المكتب الوطني للماء الصالح للشرب                                         |
| سهام للتأمين                                                             |
| الملكية الوطنية للتأمين                                                  |
| LA MAROCAINE DES JEUX ET DU SPORT                                        |
| الوكالة الوطنية للمحافظة العقارية والمسح العقاري والخرائطية              |
| Société de Gestion de la Loterie Nationale                               |
| مصرف المغرب                                                              |
| سنطرال دانون                                                             |
| ألتاديس (المغرب)                                                         |
| شركة أكسا للتأمين (المغرب)                                               |
| المكتب الوطني للمطارات (المغرب)                                          |
| بريد المغرب                                                              |
| فيوليا (المغرب)                                                          |
| Omnium Marocain de Pêche                                                 |
| ONE                                                                      |
| Société d'entreprise هوار                                                |
| ATELIER IKS                                                              |
| Cabinet Immobilier Lazrak                                                |
| IMMO K-TRUST                                                             |
| صندوق الإيداع والتدبير (المغرب)                                          |
| بنك أفريقيا (المغرب)                                                     |
| دجى الإنعاش الضحى                                                        |
| صندوق الإيداع والتدبير (المغرب)                                          |
| ديانا القابضة                                                            |
| مجموعة أونا                                                              |
| الشركة الوطنية للنقل واللوجستيات                                         |
| الوكالة الوطنية لتقنين المواصلات (المغرب)                                |
| اتصالات المغرب                                                           |
| Société SONASR                                                           |
| التعاضدية الفلاحية المغربية للتأمين والتعاضدية المركزية المغربية للتأمين |
| مجموعة أكوا                                                              |
| المكتب الوطني للهيدروكاربورات والمعادن (المغرب)                          |
| مجموعة سفاري                                                             |
| Groupe ANASSI                                                            |
| الشركة المغربية للملاحة البحرية                                          |
| البنك المغربي للتجارة والصناعة                                           |
| الخطوط الملكية المغربية                                                  |
| لوسيور كريسطال                                                           |
| مرسى المغرب                                                              |
| ماروكلير                                                                 |
| شركة مشروبات المغرب                                                      |
| المكتب الوطني للسكك الحديدية (المغرب)                                    |

## وصلات خارجية
- الموقع الرسمي لمؤسسة محمد الخامس للتضامن